# گورا (شهرستان وینوگرادوفسکی، استان آرخانگلسک)
گورا (به لاتین: Gora) یک منطقهٔ مسکونی در روسیه است که در استان آرخانگلسک واقع شده‌است.